# Thomas M. Messer
Thomas Maria Messer (8. února 1920, Bratislava – 15. května 2013, New York, USA) byl dlouholetý ředitel newyorského Guggenheimova muzea.

## Život
Vyrůstal v Praze a do USA emigroval za dramatických okolností v roce 1939. Americké občanství získal v roce 1944. Během druhé světové války sloužil v americké armádě. Vystudoval historii umění a muzeologii na Harvardově univerzitě. V roce 1961 začal pracovat jako ředitel Guggenheimova muzea, v jehož čele stál 27 let až do roku 1988.